# گروه آکوتل
گروه آکوتل (انگلیسی: Acotel Group) شرکت رسانه‌ای ایتالیایی است، که در سال ۲۰۰۰ تأسیس شد.